# آلتوتیگ
شهر آلتوتیگ در ایالت بایرن در کشور آلمان واقع شده است.